# Honduras' flag
Honduras' flag består af tre lige store vandrette striber af to turkise ydersider og en hvid stribe i midten. I den hvide stribe er der fem turkise stjerner. Tidligere har ydersiderne samt stjernerne været mørkeblå. Det nuværende flags form stammer fra 1949.
De to ydre turkise farver sammen med den hvide farve henviser til at landet er placeret mellem Stillehavet og Det Caribiske Hav. Farven hvid henviser også til dets folks fred og velstand. De fem stjerner i flaget repræsenterer de fem nationer, der udgjorde det tidligere Mellemamerikas Forenede Stater.